# Tomasz Czernohorski-Fehérváry
Tomasz Juliusz Otto Maria Czernohorski-Fehérváry, właśc. Tomasz Juliusz Czernohorski-Fehérváry, węg. Tamás Gyula Csernohorszky-Fehérváry (ur. 27 listopada 1917 w Aradzie, zm. 7 stycznia 1984 w Montrealu) – arcybiskup Kościoła Starokatolickiego na Węgrzech, założyciel Tradycyjnego Chrześcijańskiego Kościoła Katolickiego.

## Życiorys

### Duchowny mariawicki
Tomasz Czernohorski-Fehérváry pochodził ze szlacheckiej rodziny węgierskiej mającej korzenie polskie. Jako młody człowiek interesował się ruchem mariawickim. Utrzymywał korespondencję listowną z biskupem Klemensem Marią Filipem Feldmanem. Po zdaniu egzaminu maturalnego w gimnazjum w Budapeszcie, w wieku 18 lat przyjechał do Polski i wstąpił do mariawickiego seminarium duchownego w Płocku. Po zakończeniu studiów, 19 stycznia 1939 w Świątyni Miłosierdzia i Miłości został wyświęcony na kapłana przez biskupa Romana Jakuba Marię Próchniewskiego. W niedzielę 22 stycznia odprawił w Płocku uroczystą Mszę prymicyjną w języku węgierskim. 
Następnie wyjechał na Węgry, gdzie podjął się pracy duszpasterskiej w parafii starokatolickiej św. Augustyna w Budapeszcie. W tym czasie rozpoczął ponadto studia prawnicze na Uniwersytecie w Budapeszcie oraz został wykładowcą teologii w Seminarium Corneliusa Jansena w Budapeszcie.
W czasie II wojny światowej w latach 1942–1945 służył w armii węgierskiej. Po zakończeniu wojny powrócił do pracy duszpasterskiej.
W środowisku mariawickim dał się poznać jako szczególny czciciel Przenajświętszego Sakramentu oraz św. Marii Franciszki Kozłowskiej, której nauczanie propagował na Węgrzech. 

### Biskup na Węgrzech
10 września 1945 Tomasz Fehérváry został nominowany przez lokalny synod w Budapeszcie na biskupa. 11 listopada 1945 otrzymał w Płocku sakrę biskupią z rąk zwierzchnika Kościoła Starokatolickiego Mariawitów, Romana Jakuba Marii Próchniewskiego. W 1947 został wybrany arcybiskupem Kościoła Starokatolickiego na Węgrzech. W tym czasie Kościół posiadał piętnaście parafii i około dwóch tysięcy wiernych. Powołano również zgromadzenie zakonne - Zakon Port Royal.
W latach 1948–1956 wspólnota starokatolików węgierskich była prześladowana przez władze komunistyczne Węgier i zdelegalizowana. Dodatkowo biskup zamieszany był w lokalny skandal obyczajowy zawierając w 1948 roku małżeństwo z trzynastoletnią, Irdiko.
Fehérváry zmuszony został do działania w podziemiu i do podjęcia pracy jako robotnik w odlewni żelaza. Utrzymywał jednak kontakty z Kościołami starokatolickimi w Polsce. Podczas odwilży politycznej w 1956, na krótko zdołał ponownie zalegalizować Kościół Starokatolicki na Węgrzech, jednak po upadku powstania węgierskiego za sympatyzowanie z rządem Imre Nagya został aresztowany i trafił na kilka lat do więzienia.

### Emigracja
W 1964 Tomasz Fehérváry zdołał opuścić potajemnie Węgry. Udał się na emigrację do Austrii, gdzie uzyskał azyl polityczny. W tym samym roku wyjechał do Francji, a następnie w 1965 do Kanady.
W Ameryce Północnej działał wśród emigrantów węgierskich. Utrzymywał też kontakty z lokalnymi wspólnotami starokatolickimi i tradycjonalistycznymi, dla których wyświęcił kilku duchownych. W 1972 założył w Kanadzie Tradycyjny Chrześcijański Kościół Katolicki. Wspólnota ta posiadała jedną parafię w Kanadzie, trzy misje w Stanach Zjednoczonych, pięć misji w Europie i jedną w Hongkongu.